# Shahzoda
Shahzoda, nacida como Zilola Bahodirovna Musaeva (Tashkent, 28 de julio de 1979) es una cantante y una actriz uzbeka. Actualmente es una de la cantantes más famosas de su país, su éxito ha trascendido a otros países de Asia Central, y también a Rusia. Canta en uzbeko, ruso, tayiko y kazajo.
Shahzoda comenzó su carrera en un grupo llamado Jonim, que se hizo conocido con la canción Qarama Ko'zlarimga, lanzada en 1998. Dos años después la banda se disolvió y Shahzoda inició su carrera en solitario.

## Discografía
| Año  | Álbum            |
| ---- | ---------------- |
| 2002 | Bor ekan         |
| 2003 | Baxt bo'ladi     |
| 2004 | Keragimsan       |
| 2005 | Baxtliman        |
| 2007 | Assalomu Alaykum |
| 2009 | Sevgi bor        |
| 2009 | Unutmadim        |
| 2010 | Tilayman         |

## Filmografía
| Año  | Título           |
| ---- | ---------------- |
| 2003 | Sevinch          |
| 2004 | Sarvinoz         |
| 2005 | Sarvinoz 2       |
| 2007 | Zumrad va Qimmat |
| 2010 | Majruh           |